# Odds BK
Maillots
Actualités
Dernière mise à jour : 13 décembre 2024.
Le Odds Ballklubb est un club norvégien de football basé à Skien.

## Historique

Logo du Odd Grenland jusqu'en 2012.

- 1894 : fondation du club sous le nom de Odds BK
- 1997 : fusion avec l'IF Pors Porsgrunn en ODD Grenland
- 2001 : 1re participation à une Coupe d'Europe (C3, saison 2001/02)
- 2004 : 2e participation à une Coupe d'Europe (C3, saison 2004/05)
- 2 janvier 2013 : le club prend le nom de Odds BK[3]
- 2015 : 3e participation à une Coupe d'Europe (Ligue Europa 2015-2016).

## Bilan sportif

### Palmarès
- Coupe de Norvège (12)
  - Vainqueur : 1903, 1904, 1905, 1906, 1913, 1915, 1919, 1922, 1924, 1926, 1931, 2000
  - Finaliste : 1902, 1908, 1909, 1910, 1921, 1937, 1960, 2002, 2014

### Bilan européen
Note : dans les résultats ci-dessous, le score du club est toujours donné en premier.
| Saison    | Compétition  | Tour             | Club                | Domicile | Extérieur | Total  |
| --------- | ------------ | ---------------- | ------------------- | -------- | --------- | ------ |
| 2001-2002 | Coupe UEFA   | Premier tour     | Helsingborgs IF     | 2 - 2    | 1 - 1     | 3 - 3E |
| 2004-2005 | Coupe UEFA   | Deuxième tour Q  | Ekranas Panevėžys   | 3 - 1    | 1 - 2     | 4 - 3  |
| 2004-2005 | Coupe UEFA   | Premier tour     | Feyenoord Rotterdam | 0 - 1    | 1 - 4     | 1 - 5  |
| 2015-2016 | Ligue Europa | Premier tour Q   | Sheriff Tiraspol    | 3 - 0    | 0 - 0     | 3 - 0  |
| 2015-2016 | Ligue Europa | Deuxième tour Q  | Shamrock Rovers     | 2 - 0    | 2 - 1     | 4 - 1  |
| 2015-2016 | Ligue Europa | Troisième tour Q | IF Elfsborg         | 1 - 2    | 2 - 0     | 3 - 2  |
| 2015-2016 | Ligue Europa | Barrages         | Borussia Dortmund   | 3 - 4    | 2 - 7     | 5 - 11 |
| 2016-2017 | Ligue Europa | Premier tour Q   | IFK Mariehamn       | 2 - 0    | 1 - 1     | 3 - 1  |
| 2016-2017 | Ligue Europa | Deuxième tour Q  | PAS Giannina        | 0 - 3    | 3 - 1     | 3 - 4  |
| 2017-2018 | Ligue Europa | Premier tour Q   | Ballymena United    | 3 - 0    | 2 - 0     | 5 - 0  |
| 2017-2018 | Ligue Europa | Deuxième tour Q  | FC Vaduz            | 1 - 0    | 1 - 0     | 2 - 0  |
| 2017-2018 | Ligue Europa | Troisième tour Q | Dinamo Zagreb       | 1 - 2    | 0 - 0     | 1 - 2  |

Légende
- Victoire ou qualification pour le tour suivant.
- Match nul.
- Défaite ou élimination de la compétition.

## Personnalités du club

### Effectif actuel (2024)
| N° | Nat.                   | Poste | Nom du joueur                       |
| -- | ---------------------- | ----- | ----------------------------------- |
| 1  | Drapeau de la Norvège  | G     | André Hansen                        |
| 2  | Drapeau de la Norvège  | D     | Espen Ruud                          |
| 3  | Drapeau de la Norvège  | D     | Josef Baccay                        |
| 4  | Drapeau de la Suède    | D     | Leon Hien                           |
| 5  | Drapeau de la Finlande | D     | Tony Miettinen                      |
| 6  | Drapeau de la Norvège  | A     | Tobias Svendsen                     |
| 7  | Drapeau de la Norvège  | M     | Filip Rønningen Jørgensen           |
| 8  | Drapeau de la Norvège  | M     | Etzaz Hussain                       |
| 9  | Drapeau de la Norvège  | A     | Ole Erik Midtskogen                 |
| 10 | Drapeau de la Norvège  | A     | Mikael Ingebrigtsen                 |
| 11 | Drapeau de la Norvège  | A     | Faniel Tewelde                      |
| 13 | Drapeau de la Norvège  | D     | Samuel Skree Skjeldal               |
| 14 | Drapeau de la Serbie   | D     | Mihajlo Ivančević (en prêt de l'OB) |
| 15 | Drapeau de la Norvège  | D     | Sondre Solholm Johansen             |

| No. | Nat.                  | Position | Nom du joueur             |
| --- | --------------------- | -------- | ------------------------- |
| 16  | Drapeau de la Norvège | D        | Casper Glenna Andersen    |
| 17  | Drapeau du Ghana      | M        | Solomon Owusu             |
| 18  | Drapeau de la Norvège | A        | Syver Aas                 |
| 19  | Drapeau de la Norvège | A        | Torgeir Børven            |
| 20  | Drapeau de la Norvège | M        | Thomas Rekdal             |
| 21  | Drapeau de la Norvège | D        | Steffen Hagen (capitaine) |
| 22  | Drapeau du Ghana      | A        | Abdul Zakaria Mugees      |
| 24  | Drapeau de la Somalie | A        | Bilal Njie                |
| 25  | Drapeau de la Norvège | D        | Godwill Fabio Ambrose     |
| 26  | Drapeau de la Norvège | D        | Jesper Skau               |
| 27  | Drapeau de la Norvège | M        | Oliver Jordan Hagen       |
| 29  | Drapeau de la Norvège | A        | Bork Bang-Kittilsen       |
| 30  | Drapeau de la Norvège | G        | Peder Klausen             |
| 32  | Drapeau de la Norvège | A        | Elion Krosa               |